# Passeggiate romane
Promenades dans Rome è il titolo del diario di viaggio di Stendhal in Italia, tradotto poi in italiano come "Passeggiate romane". Fu pubblicato per la prima volta a Parigi da Delaunay nel 1829.

## Descrizione
L'autore presenta questo diario come una sorta di guida per il viaggiatore. Esso si compone di brevi testi datati secondo il giorno, in forma di diario giornaliero. In ciascuno di questi Stendhal comunica le proprie impressioni estetiche, ma anche aneddoti storici o osservazioni sociologiche sulla Città Eterna o su alcuni dei suoi monumenti. Roma qui viene descritta come una scoperta continua, dove Stendhal ci consiglia che cosa vedere, ma soprattutto come vederla. È una sorta di iniziazione alla bellezza e una ricerca del piacere di vedere e sentire. L'autore, oltre alle bellezze paesaggistiche, si sofferma sull'osservazione del popolo minuto della città.
Le date dei testi si estendono dal 3 agosto 1827 al 23 aprile 1829. Alla fine del libro Stendhal aggiunse una proposta per un tour di Roma in dieci giorni redatto sotto forma di elenchi di luoghi da visitare giorno per giorno.
Il testo termina notabilmente con la dedica: «Ai pochi felici.»

### Contesto
Dal XVII secolo, l'Italia divenne una meta prestigiosa di viaggio per gli strati sociali più privilegiati d'Europa: per artisti e intellettuali, fossero essi pittori, musicisti o scrittori il " Viaggio in Italia »Diventa presto un rito imprescindibile e alcuni scriveranno storie del loro viaggio, che diventeranno vere e proprie guide. Stendhal apprezzò questi libri, fino al punto di spingerlo a scrivere la sua "guida".

## Edizioni
- Nel novembre 2016, la biblioteca comunale di Grenoble acquistò l'edizione originale di Promenades dans Rome per la somma di 10.778 Euro[1].
- Voyages en Italie di Stendhal, illustrato dai pittori del Romanticismo Archiviato il 19 maggio 2012 in Internet Archive., Éditions Diane de Selliers, 2002.